# Lista de prêmios e indicações recebidos por Backstreet Boys
Eles são o grupo pop de maior sucesso comercial no mundo e de acordo com o Guinness Book, a Maior Boy band de Todos os Tempos com mais de 130 milhões de álbuns vendidos. Ganhadores de inúmeros prêmios, são a maior boy band do mundo em atividade, com 20 anos de carreira.

## 1995
- Smash Hits Awards
  - Melhor Nova Turnê

## 1996
- London's Red Nose Magazine
  - Melhor Artista Revelação

- Viva Comet Awards
  - Melhor Artista Revelação

- MTV Europe Music Awards
  - Melhor Artista Revelação
  - Melhor Grupo (escolha da audiência)
  - Melhor Vídeo: Get Down (You're the One For Me)

## 1997
- Germany Golden Camera
  - Melhor Grupo

- Viva Comet Awards
  - Melhor Grupo
  - Banda do Ano (Estados Unidos)

- Echo awards
  - Melhor Grupo Internacional

- Popcorn Magazine
  - Melhor Grupo

- Bravo & Pop Magazine
  - Melhor Grupo

- Pop Rocky Reader's Choice:
  - Melhor Grupo

- Smash Hits Awards
  - Melhor Grupo do Planeta
  - Melhor Banda Internacional
  - Melhor Álbum: Backstreet's Back
  - Melhor Vídeo: Everybody (Backstreet's Back)

- MTV Europe Music Awards
  - Melhor Grupo
  - Melhor Grupo (escolha da audiência)
  - Melhor Vídeo: As Long As You Love Me

- Diamond Award (Canada)
  - Backstreet Boys recebem disco de diamante no Canadá com 1.000.000 de cópias vendidas.

## 1998
- World Music Awards
  - Artistas Dançantes que mais venderão do Mundo

- MTV Video Music Awards
  - Melhor Vídeo de Grupo
  - Melhor Vídeo de Dança (Nomeação)

- MuchMusic Video Awards
  - Grupo Internacional Favorito

- MTV Europe Music Awards
  - Melhor Grupo
  - Melhor Artista Pop

- Prix Gemini (Canadá)
  - Melhor Performance

- Freedom of the City - Chave da Cidade de Orlando
  - Os Backstreet Boys recebem a Chave da Cidade de Orlando da prefeita Glenda Hood.
  - Orlando declara o dia 7 de outubro como o dia oficial do grupo, o "Backstreet Boys Day", em homenagem a doação de US$250,000 do grupo para as vítimas da devastação de um tornado.

- Billboard magazines Chart Final de Ano
  - Billboard 200 Top Álbuns: 3º lugar
  - Top Artistas Pop: 3º lugar
  - Artista Adulto Contemporâneo do Ano: 2º lugar
  - Melhor Música Adulta Contemporânea: 4º lugar com Quit Playin' Games (With My Heart)
  - Billboard Hot 100: 3º lugar com Quit Playin' Games (With My Heart)

- Canada Chart Fim de Ano
  - Top Albums:  1º "Backstreet's Back"
  - Top Singles: 2º "As Long As You Love Me"
  - Top Singles: 4º "All I Have to Give"
  - Top Singles: 6º "Quit Playin' Games (With My Heart)"
  - Top Singles: 8º "Everybody (Backstreet's Back)"
  - Vendas de Vídeo Musical: 1º "Backstreet Boys: All Access"'

- Viva Comet Awards
  - Melhor Banda do Ano (2º vez premiados)

- Billboard magazine Video Music Awards
  - Melhor Video (Dance): "Everybody (Backstreet's Back)".

- E! Online
  - Melhor álbum de 1998: Backstreet Boys

- Diamond Award (Canadá)
  - Backstreet Boys recebem o disco de diamante no Canadá com 1.000.000 de cópias vendidas.

- Billboard Music Awards
  - Grupo do Ano
  - Grupo Adulto Contemporâneo do Ano
  - Álbum do Ano: Backstreet Boys (Nomination)

- Entertainment Weekly
  - O melhor de '1998: 6º lugar

- People (magazine)
  - Homens Que Amamos: 3º
  - 25 Pessoas mais Intrigantes do Ano: 3º

- RIAA
  - Artista com maior vendas de 98: (2º)
  - Maior Venda de Álbuns de '98: (3º)

- Rolling Stone
  - Readers Poll → #1 Melhor Banda do Ano

## 1999
- American Music Awards
  - Banda/Dupla ou Grupo Favorito - Pop/Rock
  - Artista Adulto Contemporâneo Favorito (Nomeação)

- People's Choice Awards
  - Grupo Musical Favorito

- Grammy Awards ganhou 3 prêmios de
  - Melhor Artista Novo (Nomeação)

- World Music Awards
  - Grupo Americano de Maior Vendas no Mundo
  - Grupo Pop de Maior Vendas no Mundo
  - Grupo R&B de Maior Vendas no Mundo
  - Grupo Dance de Maior Vendas no Mundo

- Blockbuster Entertainment Awards
  - Grupo Pop Favorito
  - CD Favorito: Backstreet Boys

- Viva Comet Awards
  - Banda do Ano (Escolha dos EUA)- [3º ano]

- Nickelodeon Kids' Choice Awards
  - Canção Favorita: Everybody (Backstreet's Back)

- Saturday Night Live
  - Season Finale: Recorde de audiência com 8.3 milhões.

- Teen Choice Awards
  - Video do Ano: All I Have to Give

- MTV Video Music Awards[1]
  - Escolha da Audiência: "I Want It That Way"

- People (magazine)
  - Pop Star Mais Sexy: Kevin Richardson

- Diamond Award (EUA)
  -     -       - Backstreet Boys recebe disco de diamante nos EUA (10,000,000 cópias vendidas).

- Smash Hits Awards
  - Melhor Banda no Planeta Mundo Pop
  - Melhor Banda Não-britânica
  - Melhor Single de 1999: I Want It That Way
  - Melhor Álbum: Millennium
  - Melhor Vídeo Pop: Larger Than Life
  - Melhor Corte de Cabelo Masculino - Nick Carter
  - Melhor Visual Masculino - Nick Carter
  - Pessoa Mais Engraçada do Mundo - Brian Littrell

- Diamond Awards (Canadá)
  -     -       - Millennium recebe disco de diamante no Canadá (10,000,000 cópias vendidas).

- WB Radio Music Award
  - Canção Favorita: I'll Never Break Your Heart
  - Artista do Ano - Adulto Contemporâneo
- Diamond Award (EUA)
  - Millennium recebe o disco de diamante nos EUA (10,000,000 cópias vendidas).

- MuchMusic Video Awards
  - Grupo Internacional Favorito

- Rupp Arena
  - Concerto vendido em quebra de recorde de 24 minutos.

- Make-A-Wish Foundation Entertainment Awards
  - Ganhadores do Ano

- MuchMusic Entertainment Awards
  - Campeão da Semana da Zona de Combate: Larger Than Life

- Rolling Stone
  - Pesquisa de opinião pública com os leitores → #1 Banda do Ano
  - Pesquisa de opinião pública com os leitores → #1 Álbum do Ano: Millennium
  - Pesquisa de opinião pública com os leitores → #1 Single do Ano: I Want It That Way
  - Pesquisa de opinião pública com os leitores → #1 Artista do Ano
  - Pesquisa de opinião pública com os leitores → #1 Turnê: Into the Millennium
  - Pesquisa de opinião pública com os leitores → #1 Vídeo: Larger Then Life
  - Pesquisa de opinião pública com os leitores → #1 Capa de Álbum: Millennium
  - Pesquisa de opinião pública com os leitores → #1 Hype
  - Pesquisa de opinião pública com os leitores → #1 Artistas Mais Bem-vestidos
  - Pesquisa de opinião pública com os leitores → #1 Melhor Fansite
  - Voto dos críticos → #1 Artista do Ano
  - Voto dos críticos → #1 Álbum do Ano: Millennium
  - Voto dos críticos → #1 Single do Ano I Want It That Way

- Canadian Chart Record
  - Único grupo na história do Canadá a ter 3 discos de diamante seguidos, comemorando a venda de mais de 1 milhão de cópias.
  - Os primeiros a alcançar a posição nº1 com os primeiros 3 álbuns.
  - Recorde na 1ª semana de vendas no Canada, de acordo com a SoundScan: Vendas de 191,791 unidades.

- Top 100 da Década de 90 (Canada e EUA)
  - Top 100 Singles da Década de 90 que permaneceram por mais tempo nos  Charts Canadenses: Quit Playin' Games (With My Heart)) (#2) (1997) (85 semanas), Get Down (You're the One for Me)(#7) (1996) (53 semanas)
  - Top 100 Grupos dos anos 90 no Canada: (#3)
  - Top 100 Grupos dos anos 90 nos EUA: (#3)
  - Top 100 Grupos de Todos os Tempos no Canada: (#6)
  - Top 100 Grupos de Todos os Tempos nos EUA: (#10)

- Teen People poll
  - Melhor Boy Band: Backstreet Boys
  - Melhor Apresentação de Coreografias: Backstreet Boys
  - Melhor Bigode de Leite: Backstreet Boys
  - Melhor Videoclipe: "I Want It That Way"
  - Melhor Turnê de Verão: Into The Millennium
  - Melhor Barba de Celebridade: A.J. McLean
  - Corte de Cabelo Mais Criativo: A.J. McLean

- Entertainment Weekly Poll
  - No. 1 Melhores do Ano [Entretenimento] (com 31.94% dos votos)
  - No. 1 Grupo do Ano (com 39.23% dos votos)
  - No. 1 Artista do Ano (com 35.94% dos votos)
  - No. 1 Álbum do Ano : Millennium (com 55.12% dos votos)
  - No. 1 Música do Ano : I Want It That Way (com 25.78% dos votos)
  - No. 1 Vídeo do Ano: Larger Then Life (com 28.97% dos votos)
  - No. 1 Banda que te fez Gritar (com 27.20% dos votos)
  - No. 1 Turnê (com 23.90% dos votos)
  - No. 1 Banda mais Quente (com 32.81% dos votos)
  - No. 1 Personalidade do Ano (com 21.23% dos votos)
  - No. 1 Música que Tocou seu Coração: I Want It That Way (com 26.90% dos votos)
  - No. 1 Hype (com 30.70% dos votos)
  - No. 1 Loiro Mais Quente: Nick Carter (com 20.10% dos votos)
  - No. 1 Cara mais Quente: Nick Carter (com 20.16% dos votos)

- Pesquisa de opinião pública da VH1
  - Banda do Ano
  - Álbum do Ano

- RIAA[2]
  - Artista com maior venda de 1999[3]
  - Álbum de maior venda de 1999

- Wall of Sound
  - Readers poll Top 25 Álbuns de 1999: #1

- Lime magazine
  - 10 Pessoas Mais Poderosas do Pop: Nick Carter (#1), Kevin Richardson (#2).

- Web Users Entertainment Award
  - Pessoas e Eventos Mais Procurados de 1999 para Ficar de Olho em 2000 → Bandas Mais Procuradas: #1

- LiveDaily's - O Melhor de 1999
  - Artista do Ano
  - Álbum do Ano
  - Música do Ano
  - Turnê Local Mais Longa
  - Melhor Apresentação
  - Melhor Site Oficial
  - Melhor Fan site

- Billboard magazine's Year End Chart
  - Billboard 200 Top Albuns: #1
  - Top Artistas Pop: #1
  - Artistas adultos contemporâneos do ano: #2
  - Hot Adult Contemporary: #6 I Want It That Way
  - Billboard Hot 100: #5 I Want It That Way

- Billboard Music Awards
  - Artista do Ano
  - Álbum do Ano: Millennium
  - Álbuns de Grupo/Banda do Ano: Millennium
  - Álbuns de Artistas do Ano
  - Grupo do Ano: Backstreet Boys (Special Award)
  - Hot 100 Singles (Nomeação)
  - Artista do Ano [Categoria Adult Contemporary] (Nomeação)

- Canada Chart de Final de Ano
  - Top Albums: #1 ("Millennium")
  - Top Singles: "I Want It That Way" ~ #2
  - Top Singles: "All I Have To Give" ~ #74
  - Top Singles: "Quit Playing Games (With My Heart)" ~ #77
  - Venda de Vídeos Musicais: "Homecoming-Live in Orlando" ~ #1
  - Venda de Vídeos Musicais: "Backstreet Boys: All Access" ~ #10

- MTV TRL Awards
  - Melhor de 1999: I Want It That Way (#1)

- MuchMusic
  - Top Videos de 99: I Want It That Way (#1), Larger Than Life (#2)

- Guinness Book
  - Melhor Semana de Vendas da História 1.13 Milhões de Álbuns (Millennium)
  - Venda de Álbuns Mais Rápida (Millennium)
  - Álbum em 1.º nas Paradas por metade de 1999 (Millennium)
  - Música mais tocada em nº de rádios: "I Want It That Way" com 165 rádios.
  - Ingressos de Tour Mais Vendidos em 1 dia: 765,000 ingressos (venda de todos os 53 concertos)
  - US$14 milhões em mercadorias compradas por fãs durante 1999 "Into The Millennium" tour.
  - Into The Millennium Tour foi assistida por 2 milhões fãs, quebrando o recorde de maior público em concertos fechados.
  - Lista dos Videoclipes mais caros já feitos: Larger Then Life (#5) (Custo: US$2,100,000+)

- People (magazine)
  - 25 Pessoas Mais Intrigantes do Ano: #1 (Backstreet Boys)
  - 25 Pessoas Mais Intrigantes do Ano: #12 (Nick Carter)

- MTV
  - TRL's Countdown Fim de Verão: I Want It That Way (#1)
  - Hits Mais Pedidos: --Artistas: (#1) --Álbuns: (#1) --Músicas: (#1) --Videos: (#1)

- YTV
  - YTV Countdown Final de Ano: I Want It That Way (#1), Larger Than Life (#3)

- Rock and Roll Hall of Fame
  - Músicas que ajudaram a definir os anos 90: I Want It That Way (#4)

- Entertainment Weekly
  - O Melhor dos Anos 90 -- Música-: I Want It That Way (#3)
  - Os 100 Melhores Artistas do Ano: (#2)

- SoundScan
  - Top 10 álbuns mais vendidos de 1999: Millennium (#8), Backstreet Boys (#10)

## 2000
- American Music Awards
  - Banda Pop/Rock Favorita
  - Álbum Pop/RockFavorito (Millennium)(Nomeação)

- Star Concert Industry Award
  - Maior Tour do Ano: In To The Millennium Tour 1999
  - Cenário de Palco Mais Criativo: In To The Millennium Tour 1999

- Sonicnet/Vciados em Barulho Readers Poll
  - Artista do Ano
  - Álbum do Ano: Millennium
  - Canção do Ano: I Want It That Way
  - Video do Ano: Larger Than Life
  - Website de Artistas do Ano
  - Banda Ao Vivo do Ano
  - Tour do Ano: In To The Millennium Tour

- Grammy Awards
  - Foram 5 nomeações:
  - Álbum do Ano -  Millennium
  - Gravação do Ano: I Want It That Way
  - Canção do Ano: I Want It That Way
  - Melhor Álbum Pop: Millennium
  - Melhor Apresentação Pop Vocal de um Grupo: I Want It That Way

- Rolling Stone Grammy Poll
  - Álbum do Ano: #1 Millennium (24% votos)
  - Gravação do Ano: #1 I Want It That Way (29% votos)
  - Álbum Pop do Ano: #1 Millennium (42% votos)

- Premios Amigo Awards (Spain)
  - Melhor Banda Internacional

- People's Choice Awards
  - Grupo Musical Favorito

- Juno Award
  - Álbum Mais Vendido: Millennium

- Nickelodeon Kids' Choice Awards
  - Grupo Musical Favorito

- Forbes magazine
  - Top 100 Celebridades: #8

- People (magazine)
  - 50 Pessoas Mais Bonitas: Nick Carter

- MCY.com
  - Os Mais Assistidos/Procurados na Internet (Recorde mundial de 55 milhões)

- Teen People
  - Music Special: Banda Pop Mais Sexy

- Teen People poll
  - Melhor Boy Band: Backstreet Boys
  - Musical com Melhor Coreografia: Backstreet Boys
  - Melhor Videoclipe: "Show Me the Meaning of Being Lonely"
  - Homem Mais Quente: Nick Carter

- Teen.com Entertainment Awards
  - Melhor Grupo
  - Melhor Canção (Grupo): Larger Then Life
  - Melhor Canção: I Want It That Way
  - Melhor CD: Millennium
  - Homem Mais Quente: Nick Carter

- Billboard Music Awards
  - Álbum do Ano (Nomeação)

- Blockbuster Entertainment Awards
  - Grupo Favorito
  - CD Favorito: Millennium

- HarrisZone Grammy poll
  - Álbum do Ano (7685 votos): Millennium (64%)

- Viva Comet Awards
  - Banda do Ano (Escolha dos EUA) - [4º Ano]

- Canadá Chart
  - Único grupo na história a dominar todos os charts simultaneamente
  - Os primeiro artistas a alcançar a 1ª posição com os 4 primeiros álbuns.
  - Recorde de vendas naprimeira semana de vendas por um grupo, de acordo com a SoundScan: 150,000 unidades.
  - Chart Adulto Contemporâneo Canadense: Máximo de semanas como No. 1 (14 semanas com "Shape of My Heart")
  - A Maior estréia ("Shape of My Heart" estreou como No.3, superando o recorde anterior que era de No.10 pela banda U2.)
  - Permanência Mais Longa como No. 1 (por 6 semanas com "Shape Of My Heart")
  - Mais pedidos no 1º dia na CHR Radio
  - Maior tempo como No. 1 no CHR e AC charts (somando 19 semanas at No. 1)

- Entertainment Weekly Poll
  - No. 1 Grupo do Ano (29.71% votos)
  - No. 1 Banda Mais Quente (29.91% votos)
  - No. 1 Personalidade do Ano (20.20% votos)
  - No. 2 Músicos do Ano (22.24% votos)
  - No. 2 Artist Of The Year (with 26.26% of the votos)
  - No. 2 Canção Que Tocou Seu Coração: Show Me The Meaning Of Being Lonely(19.10% votos)
  - No. 2 Loiro Mais Quente: Nick Carter (21.20% votos)
  - No. 2 Homem Mais Quente: Nick Carter (16.13% votos)
  - No. 3 Canção do Ano: Show Me The Meaning Of Being Lonely (21.18% votos)
  - No. 4 Video do Ano: Show Me The Meaning Of Being Lonely(17.17% votos)

- Teen Choice Awards
  - Álbum: Millennium
  - Canção: Show Me The Meaning Of Being Lonely
  - Canção de Amor: Show Me The Meaning Of Being Lonely
  - Grupo Pop: Backstreet Boys
  - Homem Mais Quente: Nick Carter

- World Music Awards
  - Grupo Estadunidense Mais Vendido Mundialmente
  - Grupo Pop Estadunidense Mais Vendido Mundialmente
  - Grupo R&B Estadunidense Mais Vendido Mundialmente
  - Grupo Dance Mais Vendido Mundialmente

- California Music Award
  - Álbum Destaque ("Millennium")
  - Canção Destaque ("I Want It That Way")
  - Grupo Destaque

- Billboard Music Video Award
  - Video Fantástico: ("Show Me The Meaning Of Being Lonely") (Nomeação)

- MTV IMMIES (India)
  - Melhor Artista Pop
  - Melhor CD

- LiveDaily's Melhor de 2005
  - Artista do Ano
  - Melhor Performance
  - Melhor Site Oficial
  - Canção do Ano

- MTV Europe Music Awards
  - Melhor Grupo
  - Melhor Artista Pop

- MuchMusic Entertainment Awards
  - Vencedor do "Combat Zone": The One

- Billboard magazine
  - Top 200 Albums: #9 ("Millennium")
  - Top Artistas Pop: #4
  - Artista Adulto Contemporâneo do Ano: #3
  - Hot Adulto Contemporâneo: #4 Show Me The Meaning Of Being Lonely
  - Billboard Hot 100: #6 Show Me The Meaning Of Being Lonely

- Canada Chart de Final de Ano
  - Top Albums: #10 ("Millennium")
  - Top Singles: "Show Me The Meaning Of Being Lonely" ~ #1
  - Top Singles: "Larger The Life" ~ #10
  - Top Singles: "The One" ~ #16
  - Top Singles: "I Want It That Way" ~ #58
  - Vendas de Videos Musicais: "Homecoming: Live in Orlando" ~ #10

- Radio Music Awards
  - Artista do Ano (Top 40/Pop Radio) (Nomeação)
  - Canção do Ano (Top 40/Pop Radio): Show Me the Meaning Of Being Lonely (Nomeação)
  - Canção Lenta Mais Pedida: Show Me The Meaning Of Being Lonely
  - Artista do Ano (Top 40/Adult Radio)

- Guinness Book
  - Melhor Semana de Vendas Internacional da História (5 milhões): "Black & Blue".
  - Primeiros artistas a alcançarem milhões atrás de milhões na primeira semana de venda
  - Álbum de maior vendas na estréia: "Black & Blue", que ganhou simultaneamente disco de Ouro (500,000 copias), Platina (1 milhão de cópias), e oito vezes Platina (8 milhões de copias).
  - Mais Pedido nas Estações de Rádio na 1ª Semana: "Shape Of My Heart" com 170 pedidos.

- Rolling Stone
  - Readers Poll → #1 Banda do Ano
  - Readers Poll → #1 Personalidade do Ano
  - Readers Poll → #1 Artista do Ano
  - Readers Poll → #4 Canção do Ano: Show Me The Meaning Of Being Lonely
  - Readers Poll → #2 Video: Show Me The Meaning Of Being Lonely
  - Readers Poll → #1 Artista Mais Bem Vestido
  - Readers Poll → #1 Melhor Fan Site
  - Critics Poll → #2 Artista do Ano

- MTV
  - Hits Mais Pedidos: --Artistas: (#1) --Canções: (#3) --Videos: (#5)

- People (magazine)
  - 25 Pessoas Mais Intrigantes do Ano: #1 (Backstreet Boys)
  - 25 Pessoas Mais Intrigantes do Ano: #10 (Nick Carter)

- VH1
  - My VH1' Award: Grupo Favorito

- MuchMusic
  - Top Videos do Ano 2000: Shape Of My Heart (#2)

- YTV (TV channel)
  - YTV Countdown: Shape Of My Heart (#1), Show Me The Meaning Of Being Lonely (#20)

- MTV
  - 2000s Maiores Ganhadores de Dinheiro: Vendas de CD:(#1) $190,800,000 -- Ingressos de Turnê:(#5) $25,800,000

- Rolling Stone magazine
  - Rolling Stone & MTV: 100 Maiores Canções Pop de Todos os Tempos: "I Want It That Way" #10.

## 2001
- American Music Awards
  - Banda ou Duo Pop/Rock Favorito

- World Music Awards
  - Grupo Americano de Maior Vendas do Mundo
  - Maior Vendas do Mundo - Pop
  - Maior Vendas do Mundo - R&B
  - Maior Vendas do Mundo - Dance

- Teen Scene Magazine
  - Melhor Turnê: Black & Blue
  - Melhor Álbum: Black & Blue
  - Melhor Grupo Pop
  - Melhor Canção: The Call
  - Melhor Video: The Call
  - Melhor Corpo: Nick Carter
  - Melhor Dupla: Brian Littrell & Ajah Ciccarelli

- Grammy Awards
  - Melhor Performance Vocal Pop por um Grupo ou Duo: Show Me The Meaning Of Being lonely (Nomeação)

- Blockbuster Entertainment Awards
  - Grupo Favorito
  - Grupo Pop Favorito
  - CD Favorito: Black & Blue (Nomeação)

- Guinness Book of Records
  - "A Boyband de Maior Vendas da História" com mais de 77 milhões de álbuns.
  - Primeiro Grupo desde os Beatles a alcançar 30 milhões de vendas com 2 álbuns.
  - A "Black & Blue World Tour" de 2001 faturou US$350 milhões em vendas de ingressos, fazendo da banda a mais bem paga do mundo em entretenimento ao vivo.

- Canada Records
  - Primeira banda a ter os primeiros 5 álbuns estreando como Nº1 nas paradas.
  - A única banda na história do Canadá a conseguir 4 discos de diamante consecutivos, comemorando vendas que passam de 1 milhão de cópias.

- Viva Comet Awards
  - Banda do Ano (Escolha dos EUA)-[5º ano]

- MTV Video Music Awards
  - Melhor Vídeo Pop: The Call
  - Escolha da Audiência: The Call

- MTV Europe Music Awards
  - Melhor Grupo (Nomeação)
  - Melhor Banda Pop (Nomeação)

- Nickelodeon Kids' Choice Awards
  - Grupo Musical Favorito

- Kentucky PRIDE
  - Por criar uma fundação: Kevin Richardson por "Just Within Reach Foundation"
  - Pesquisa de Campo: A.J. McLean por Lloyd Middle School

- People magazine
  - 25 Personalidades Mais Intrigantes do Ano: #4 (Backstreet Boys)
  - 25 Personalidades Mais Intrigantes do Ano: #10 (Nick Carter)

- Disco de Diamante (Canada)
  - Black & Blue com (1 milhão de cópias).

- Cosmo Girl Magazine
  - Homem Mais Sexy no Mundo: A.J. McLean (Nomeação)
  - Homem Mais Sexy no Mundo: Nick Carter (Nomeação)

- "Teen Choice Awards"
  - Álbum: Black & Blue
  - Single: The Call
  - Grupo Pop
  - Homem Sexy: Nick Carter
  - Canção de Amor: Shape Of My Heart
  - Concerto

- Estações de Rádio (EUA)
  - Canção Mais Pedida: Drowning

- Rolling Stone
  - Readers Poll → #3 Banda do Ano
  - Readers Poll → #1 Álbum do Ano: "Black & Blue"
  - Readers Poll → #2 Artista do Ano
  - Readers Poll → #1 Tour: "2001 Black & Blue World Tour"
  - Readers Poll → #4 Video: "The Call"
  - Readers Poll → #1 Mais Bem-Vestidos
  - Readers Poll → #2 Fan Site
  - Critics Poll → #3 Artista do Ano
  - Critics Poll → #2 Álbum do Ano: "Black & Blue"

- Entertainment Weekly
  - No. 2 Entretenimento do Ano (21.94%)
  - No. 1 Grupo do Ano (31.23%)
  - No. 2 Artista do Ano (15.94%)
  - No. 1 Álbum do Ano : "Black & Blue" (30.12%)
  - No. 2 Video do Ano : "The Call" (18.92%)
  - No. 1 Tour (24.10%)
  - No. 2 Personalidade do Ano (21.11%)
  - No. 2 Loiro Mais Quente: Nick Carter (20.10%)
  - No. 1 Homem Mais Quente: Nick Carter (20.16%)

- Saturday Night Live
  - 50 Melhores Episódios de Todos os Tempos: (#5) com Sarah Michelle Gellar

- Billboard magazine
  - No. 1 Album: Black & Blue com 30% dos votos (o dobro de votos da última maior votação, The Beatles' "1" (Apple/Capitol), com 15% dos votos.)
  - No. 1 Artista com 50% dos votos (o triplo da última maior votação em que Destiny's Child e Shaggy alcançaram 16% dos votos.)

- Billboard Chart de Final de Ano
  - Billboard Top 200 Albums: #2 ("Black & Blue")
  - Top Artistas Pop: #3
  - Artista Adulto Contemporâneo do Ano: #5
  - Top Adulto Contemporâneo: #7 "Shape Of My Heart"
  - Billboard Hot 100: #18 "Shape Of My Heart"

- Billboard Music Awards
  - Álbum of the Year: Black & Blue (Nomination)
  - Albums Artist of the year (Nomination)
  - Albums Artist Duo/Group of the year

- Canada Chart de Final de Ano
  - Albums:  "Black & Blue" ~ #1
  - Singles: "Shape Of My Heart" ~ #1
  - Singles: "The Call" ~ #3
  - Singles: "More Than That" ~ #7
  - Vendas de Videos: "Around The World With The Backstreet Boys" ~ #1
  - Vendas de Videos: "Homecoming: Live In Orlando" ~ #13

- MuchMusic Video Awards
  - Grupo Internacional Favorito

- Vh1 Awards
  - Grupo Favorito
  - Álbum Favorito: Black & Blue.

- MuchMusic
  - Top 100 Videos: Drowning (#3), The Call (#5), More Than That (#88)

- YTV
  - Countdown Fim de Ano: Drowning (#1), More Than That  (#7), The Call (#12)

- Forbes magazine
  - Top 100 Celebridades:(#7)

## 2002
- People
  - Grupo Musical Favorito

- World Music Awards[5]
  - Grupo Americano de Maior Vendas no Mundo
  - Grupo Pop de Maior Vendas no Mundo
  - Grupo R&B de Maior Vendas no Mundo

- MTV Asia Awards
  - Artista Pop Favorito
  - Video Favorito: The Call

- Juno Awards
  - Álbum Mais Vendido: Black & Blue

- RIAJ - #17 Disco de Ouro no Japão em 2002[6]

- Golden Hangar Award
  - Mais Bem Vestidos no Grammy

- Grammy Awards
  - Melhor Performance Vocal Pop por um Grupo: Shape Of My Heart

- Rit Dye Entertainment Style Awards
  - Grupo Mais Elegante
  - Video Mais Elegante - Drowning

- Teen Scene Magazine
  - CD que balançou o mundo: Black & Blue
  - Single que balançou o mundo: The Call
  - Grupo que balançou o mundo

- CosmoGirl magazine
  - Homem Mais Sexy no Mundo: Nick Carter

- Nickelodeon Kids' Choice Awards
  - Grupo Musical Favorito

- MTV VMA Japão
  - Melhor Grupo

- Forbes magazine
  - Top 100 Celebridades: (#10)

- YTV
  - Countdown: Help Me (#2)-- Nick Carter

## 2003
- MTV VMA Japão
  - Melhor Video (Artista Masculino): Help Me by Nick Carter (Nomeação)
  - Melhor Artista Novo: Nick Carter
  - Melhor Video Pop: Help Me por Nick Carter (Nomeação)

- Tony Awards
  - Escolha da Audiência: Artista Masculino Favorito (Representação) - Kevin Richardson (Chicago -Billy Flynn)

- VH1
  - 100 Melhores Músicas dos Últimos 25 Anos: #61 I Want it That Way

## 2004
- Q magazine
  - Top 50 Melhores Bandas de Todos os Tempos: (#22)

## 2005
- MTV Latin American Awards
  - Artista Internacional Favorito

- Russian Music Award[7]
  - Melhor Retorno aos Palcos

- Relly Awards
  - Artista Convidado Favorito

- Star Shine magazine (RCA awards)
  - Artista do Ano
  - Álbum do Ano: Never Gone
  - Canção do Ano: Incomplete
  - Melhor Grupo
  - Canção Mais Pedida: Incomplete
  - Melhor Hit: Incomplete

- MuchMusic
  - Top 10 Melhores Baladas de Todos os Tempos: #9 (Único grupo de uma lista que tinha artistas como Lionel Richie, Elton John e Celine Dion).

- YTV
  - Top 10: Boybands de todos os tempos (#1)

- Teen Choice Award
  - Canção de Amor Escolhida: Incomplete (Nomeação)

- König Pilsener Arena (Alemanha)
  - "The Sold-Out Award" por bater recorde de vendas em 5 shows

- LiveDaily - Melhor de 2005
  - Melhores Performances
  - Melhor Site Oficial

- Stylus magazine
  - Top 50 Singles de 2005: (#24) Incomplete

- Canada Chart Final de Ano
  - AC - #16
  - Hot AC - #59
  - CHR/Pop - #46
  - Canada AC - #8
  - Canada Hot AC - #20
  - Canada CHR - #23

- Munique Volta Olímpica das Estrelas
  - Os Rapazes recebem suas estrelas

- Entertainment Weekly
  - OS 25 Melhores Artistas do Últimos 25 Anos (1980 - 2005): Nº 17

- United World - Chart de Fim de Ano
  - Never Gone -- #25

- Rick Dee Chart de Fim de Ano
  - Incomplete - #42

- Z100 Top 100 de 2005
  - "Incomplete"-- #24
  - "Crawling Back To You"-- #58
  - "Just Want You To Know"-- #79

- Blender 500 Melhores Canções Desde que Você Nasceu
  - "I Want It That Way" (#16)
  - "Larger Then Life" (#292)

- Poll Star
  - Pollstar's Top 100 Turnês de 2005: #51 Never Gone Tour ($12.6)

- Celender
  - OS Maiores Ganhadores de Dinheiro do Mundo (Concertos e Venda de Álbuns) 1997-2005: #1 ($533.1)

## 2006
- Dove Award (GMA Music Awards)
  - Canção Inspiradora do Ano: "In Christ Alone" (Brian Littrell)

- Nickelodeon Kids' Choice Awards
  - Grupo Musical Favorito (Nomeação)

- TRL Awards (Itália)
  - Melhor Grupo (Nomeação)
  - Melhor Video Nº1: "I Still..."

- Grammy Recording Academy Honors
  - Os Backstreet Boys são homenageados no Grammy Recording Awards em Miami - FL com o Recording Academy Honors Award por marcarem seu sucesso na indústria musical por tanto tempo.

- MTV Asia Awards
  - Artista Pop Favorito

- Bravo Supershow - OTTO Awards
  - Superbanda Pop 2005

- TRL 25 momentos memoráveis[8]
  - NO.16: 22 de outubro de 1998. Os Backstreet Boys param a Times Square durante a apresentação no "Total Request Live".

- 50 Anos Bravo[9]
  - A BRAVO magazine completou 50 anos e para comemorar lançaram uma compilação com uma lista das melhores músicas dos últimos 50 anos. A banda tem aparece 17 vezes nessa lista.[10]

## 2007
- StarShine Escolha dos Leitores
  - Melhor Balada: Gone Without Goodbye - Brian Littrell
  - (Outros Indicados: The Click Five, Gretchen Wilson, JoJo, Lindsey Haun)

- Melhor "remake"
  - In Christ Alone - Brian Littrell
  - (Outros Indicados: Chris Trousdale, Anna Sundstrand, The Click Five, JoJo, Tyler Hilton)

- StarShine Spotlight
  - House of Carters
  - (Outros Indicados: Denise McLean, Riley Smith)

- Shining Star Award
  - Howie Dorough - Dorough Lupus Foundation

- Artista Masculino Favorito
  - Brian Littrell
  - (Outros Indicados: Ben Bledsoe, Nick Lachey, Tyler Hilton)

- Melhor Novo Artista:
  - Brian Littrell
  - (Outros Indicados: Jonas Brothers, Katelyn Tarver, Lindsey Haun, Saving Jane)

- Canção do Ano
  - "Welcome Home"  - Brian Littrell
  - (Outros Indicados: Gretchen Wilson, JoJo, Lindsey Haun, Nick Lachey)

- Álbum do Ano
  - Welcome Home" - Brian Littrell
  - (Outros Indicados: The Click Five, Gretchen Wilson, JoJo , Nick Lachey)

- Artista do Ano
  - Brian Littrell
  - (Outros Indicados: The Click Five, Gretchen Wilson, JoJo, Nick Lachey)

- VH1
  - VH1's 100 Melhores músicas dos anos 90: #3 I Want it That Way

- JABRA[11]
  - Melhor Banda ou Artista do Mundo: #6 lugar

## 2008
- TRL
  - Top 10 Melhor Vídeoclipe de Boyband: #2 I Want It That Way
  - Top 10 Melhores Momentos do TRL: #4 em 22 de Outubro de 1998. Os Backstreet Boys fecharam a Times Square durante aparição no "Total Request Live".
  - Vídeos Mais Icônicos do TRL: #3 I Want It That Way

- Star Shine Magazine Music Choice Awards[12]
  - Melhor Balada: Inconsolable
  - Grupo/Banda Favorita
  - Melhor Show
  - Melhor canção do ano: Inconsolable
  - Álbum do ano: Unbreakable
  - Artista do ano

## 2009
- Site Tampabay - As dez maiores boybands de todos os tempos: 7º Backstreet Boys
- Site MundoGlam - As celebridades com as tatuagens mais feias do mundo: Nick Carter
- Site PopEater.com - Os maiores ídolos dos anos 90: Backstreet Boys
- Billboard magazine - Lista das maiores vendas de álbuns da história: 36º Backstreet Boys - Millenium (25,900,000) 50º Backstreet Boys - Backstreet Boys (22,600,000) 150º Backstreet Boys - Black &Blue (14,100,000) 211º-Backstreet Boys-Backstreet’s Back (11,900,000)
- Revista Q - As 50 melhores bandas de todos os tempos: 22º-Backstreet Boys
- Site Hot 100 Brasil - Lisa das músicas mais pedidas de 2008: Inconsolable - Backstreet Boys 25º
- Pop Star.com - Top 100 anual Celebrity Love Awards 2008: Backstreet Boys 79º